# Poecilotriccus latirostris
Poecilotriccus latirostris е вид птица от семейство Tyrannidae.

## Разпространение
Видът е разпространен в Боливия, Бразилия, Еквадор, Колумбия, Парагвай и Перу.